# أل أتكينسون
أل أتكينسون (بالإنجليزية: Al Atkinson)‏ هو لاعب كرة قدم أمريكية أمريكي، ولد في 28 يوليو 1943 في فيلادلفيا في الولايات المتحدة.

## وصلات خارجية
- أل أتكينسون على موقع مرجع كرة القدم المحترفة.كوم (الإنجليزية)